# Quemada viva
Quemada viva es el primer testimonio en el mundo de una víctima del llamado crimen de honor. Fue escrito por Souad con la ayuda de la escritora y presentadora de televisión Marie-Thérèse Cuny.
El libro se publicó en Francia en el año 2003, se han vendido varios millones de ejemplares y ha sido traducido a 37 idiomas.
La historia es contada por Souad (seudónimo) y Jacqueline Thibault, en aquel entonces colaboradora de la asociación Terre des hommes quien la ayudó a sobrevivir.

## Resumen
La historia transcurre en Cisjordania. Souad es una joven de 17 años , está enamorada y queda embarazada. Esta situación es un deshonor para su familia, quien decide matarla. Su cuñado es el escogido para llevar a cabo este homicidio.
Esta situación es normal ante los ojos de todos y no es reconocida como un asesinato. Muchos casos son llevados a cabo cada año en el mundo. Otros, sin embargo, jamás se conocen.
Gravemente quemada, Souad fue salvada por una señora que trabajaba en una fundación de ayuda humanitaria. Ella decide contar su historia para que el mundo entero conozca lo que es llamado “ el crimen de honor”.

## Personajes
- Souad: narradora
- Adnan & Leila: padres de Souad
- Assad: hermano de Souad
- Hussein: cuñado de Souad
- Marouan: Hijo de Souad
- Jacqueline: Fundadora de la Fundación Surgir , persona que ayudará a Souad hasta llevarla a Europa